# Ulla Ståhlberg
Ulrika Vilhelmina Aurora von Baumgarten-Ståhlberg, känd som Ulla Ståhlberg, född 22 oktober 1923 i Växjö stadsförsamling i Kronobergs län, död 4 maj 2011 i Gustav Vasa församling i Stockholm, var en svensk författare.
Hon är mest känd som författare till en lång rad böcker om hästar. Hon har skrivit både faktaböcker, som Hästens beteende och Känn din häst, och skönlitteratur för barn och ungdomar. Böckerna om Amanda, Frida och Anton har lästs av flera generationer ridintresserade unga.
Ulla Ståhlberg arbetade under många år på dåvarande Ridfrämjandet, bland annat som utbildnings- och ungdomschef. Hon var från 1965 och framåt en av de mest drivande krafterna för uppbyggnaden av den svenska ridskolan och organiserade ungdomsverksamheten inom förbundet. Ulla var också en av initiativtagarna till att starta ridning för funktionshindrade i Sverige. Verksamhet för personer med funktionshinder låg Ståhlberg varmt om hjärtat och hon skrev ett flertal böcker om hörselskador. Hon var också aktiv i flera handikapporganisationer, bland annat Hörselfrämjandet.
1989 startade Ulla Ståhlberg förlaget Kikkuli för att ge nya oetablerade författare chansen att ge ut sina böcker. Hon publicerade även en rad egna böcker som exempelvis Anton flyttar till det blå huset, På upptäcktsfärd i ljudriket, Tillbaka till ljudriket, Ljudriket i familjen, Att inte höra (till), Barnen på hästgården Orraryd, Teckenordboken ,OM-Häftena, Russet - den lilla skogsbaggen, Att fungera i förening och Att söka bidrag - till en förening. Hennes barnbarn Anna Lärk Ståhlberg tog över förlaget i maj 2011 då Ulla Ståhlberg avled 87 år gammal.
Ulla Ståhlberg var dotter till majoren Christer von Baumgarten och Wilhelmina Bohm. Hon gifte sig 1945 med köpmannen Thorsten Ståhlberg (1897–1981).